# NHL Amateur Draft 1977
Der NHL Amateur Draft 1977, die jährliche Talentziehung der National Hockey League, fand am 15. Juni 1977 im Büro der NHL im kanadischen Montreal in der Provinz Québec statt.
Insgesamt wurden 185 Spieler in 17 Runden gezogen, wobei in den letzten Runden nur noch wenige Teams Spieler auswählten und ab Runde 16 lediglich die Detroit Red Wings weitere Spieler zogen. Unter den ersten zehn gewählten Spielern schaffte es nur Doug Wilson zu größerer Bekanntheit. Der sicherlich beste Spieler im Draft, Mike Bossy, wurde erst als 15. ausgewählt. Er war einer der Spieler, der großen Anteil an den drei Stanley-Cup-Siegen der New York Islanders zum Beginn der 1980er hatte. Das spätere Hockey-Hall-of-Fame-Mitglied Rod Langway wurde als letzter Spieler in Runde 2 an 36. Stelle gezogen.

## Draftergebnis
| Pick                           | Spieler             | Land               | NHL-Team              | College-/ Junioren-/ Profi-Team    |
| 1. Runde                       | 1. Runde            | 1. Runde           | 1. Runde              | 1. Runde                           |
| ------------------------------ | ------------------- | ------------------ | --------------------- | ---------------------------------- |
| 1.                             | Dale McCourt (C)    | Kanada             | Detroit Red Wings     | St. Catharines Fincups (OHJHL)     |
| 2.                             | Barry Beck (D)      | Kanada             | Colorado Rockies      | New Westminster Bruins (WCHL)      |
| 3.                             | Robert Picard (D)   | Kanada             | Washington Capitals   | Montréal Juniors (QMJHL)           |
| 4.                             | Jere Gillis (LW)    | Vereinigte Staaten | Vancouver Canucks     | Sherbrooke Castors (QMJHL)         |
| 5.                             | Mike Crombeen (RW)  | Kanada             | Cleveland Barons      | Kingston Canadians (OMJHL)         |
| 6.                             | Doug Wilson (D)     | Kanada             | Chicago Black Hawks   | Ottawa 67’s (OMJHL)                |
| 7.                             | Brad Maxwell (D)    | Kanada             | Minnesota North Stars | New Westminster Bruins (WCHL)      |
| 8.                             | Lucien DeBlois (C)  | Kanada             | New York Rangers      | Sorel Éperviers (QMJHL)            |
| 9.                             | Scott Campbell (D)  | Kanada             | St. Louis Blues       | London Knights (OMJHL)             |
| 10.                            | Mark Napier (RW)    | Kanada             | Montréal Canadiens    | Birmingham Bulls (WHA)             |
| Weitere erwähnenswerte Spieler |                     |                    |                       |                                    |
| 11.                            | John Anderson (LW)  | Kanada             | Toronto Maple Leafs   | Toronto Marlboros (OMJHL)          |
| 12.                            | Trevor Johansen (D) | Kanada             | Toronto Maple Leafs   | Toronto Marlboros (OMJHL)          |
| 13.                            | Ron Duguay (C)      | Kanada             | New York Rangers      | Sudbury Wolves (OMJHL)             |
| 14.                            | Ric Seiling (RW)    | Kanada             | Buffalo Sabres        | St. Catharines Fincups (OMJHL)     |
| 15.                            | Mike Bossy (RW)     | Kanada             | New York Islanders    | Laval National (QMJHL)             |
| 16.                            | Dwight Foster (RW)  | Kanada             | Boston Bruins         | Kitchener Rangers (OMJHL)          |
| 17.                            | Kevin McCarthy (D)  | Kanada             | Philadelphia Flyers   | Winnipeg Monarchs (WCHL)           |
| 18.                            | Normand Dupont (LW) | Kanada             | Montréal Canadiens    | Montréal Juniors (QMJHL)           |
| 2. Runde                       |                     |                    |                       |                                    |
| 20.                            | Miles Zaharko (D)   | Kanada             | Atlanta Flames        | New Westminster Bruins (WCHL)      |
| 23.                            | Dan Chicoine (RW)   | Kanada             | Cleveland Barons      | Sherbrooke Castors (QMJHL)         |
| 25.                            | Dave Semenko (LW)   | Kanada             | Minnesota North Stars | Brandon Wheat Kings (WCHL)         |
| 31.                            | Brian Hill (RW)     | Kanada             | Atlanta Flames        | Medicine Hat Tigers (WCHL)         |
| 33.                            | John Tonelli (C)    | Kanada             | New York Islanders    | Houston Aeros (WHA)                |
| 35.                            | Tom Gorence (RW)    | Vereinigte Staaten | Philadelphia Flyers   | University of Minnesota (NCAA)     |
| 36.                            | Rod Langway (D)     | Vereinigte Staaten | Montréal Canadiens    | University of New Hampshire (NCAA) |
| 3. Runde                       |                     |                    |                       |                                    |
| 38.                            | Doug Berry (C)      | Kanada             | Colorado Rockies      | University of Denver (NCAA)        |
| 39.                            | Eddy Godin (RW)     | Kanada             | Washington Capitals   | Québec Remparts (QMJHL)            |
| 40.                            | Glen Hanlon (G)     | Kanada             | Vancouver Canucks     | Brandon Wheat Kings (WCHL)         |
| 43.                            | Alain Côté (LW)     | Kanada             | Montréal Canadiens    | Chicoutimi Saguenéens (QMJHL)      |
| 45.                            | Tom Roulston (RW)   | Kanada             | St. Louis Blues       | Winnipeg Monarchs (WCHL)           |
| 47.                            | Randy Pierce (RW)   | Kanada             | Colorado Rockies      | Sudbury Wolves (OMJHL)             |
| 50.                            | Hector Marini (RW)  | Kanada             | New York Islanders    | Sudbury Wolves (OMJHL)             |
| 53.                            | Dave Hoyda (LW)     | Kanada             | Philadelphia Flyers   | Portland Winter Hawks (WCHL)       |
| 54.                            | Gordie Roberts (D)  | Vereinigte Staaten | Montréal Canadiens    | New England Whalers (WHA)          |
| 4. Runde                       |                     |                    |                       |                                    |
| 62.                            | Mario Marois (D)    | Kanada             | New York Rangers      | Québec Remparts (QMJHL)            |
| 63.                            | Tony Currie (RW)    | Kanada             | St. Louis Blues       | Portland Winter Hawks (WCHL)       |
| 68.                            | Bill Stewart (D)    | Kanada             | Buffalo Sabres        | Niagara Falls Flyers (OMJHL)       |
| 72.                            | Jim Craig (F)       | Kanada             | Atlanta Flames        | Boston University (NCAA)           |
| 5. Runde                       |                     |                    |                       |                                    |
| 77.                            | Jim Korn (D)        | Vereinigte Staaten | Detroit Red Wings     | Providence College (NCAA)          |
| 6. Runde                       |                     |                    |                       |                                    |
| 101.                           | Roy Sommer (C)      | Vereinigte Staaten | Toronto Maple Leafs   | Calgary Centennials (WCHL)         |
| 7. Runde                       |                     |                    |                       |                                    |
| 116.                           | Bob Sullivan (LW)   | Kanada             | New York Rangers      | Chicoutimi Saguenéens (QMJHL)      |
| 118.                           | Bobby Gould (RW)    | Kanada             | Atlanta Flames        | University of New Hampshire (NCAA) |
| 124.                           | Richard Sévigny (G) | Kanada             | Montréal Canadiens    | Sherbrooke Castors (QMJHL)         |
| 8. Runde                       |                     |                    |                       |                                    |
| 127.                           | Brent Tremblay (D)  | Kanada             | Washington Capitals   | Trois-Rivières Draveurs (QMJHL)    |
| 129.                           | Jeff Geiger (D)     | Kanada             | Chicago Black Hawks   | Ottawa 67’s (OMJHL)                |
| 131.                           | Lance Nethery (F)   | Kanada             | New York Rangers      | Cornell University (NCAA)          |
| 135.                           | Pete Peeters (G)    | Kanada             | Philadelphia Flyers   | Medicine Hat Tigers (WCHL)         |
| 9. Runde                       |                     |                    |                       |                                    |
| 142.                           | Jack Hughes (D)     | Vereinigte Staaten | Colorado Rockies      | Harvard University (NCAA)          |
| 145.                           | Keith Hanson (D)    | Vereinigte Staaten | Minnesota North Stars | Austin Mavericks (MWJHL)           |
| 153.                           | Bruce Crowder (RW)  | Kanada             | Philadelphia Flyers   | University of New Hampshire (NCAA) |
| 10. Runde                      |                     |                    |                       |                                    |
| 162.                           | Craig Laughlin (C)  | Kanada             | Montréal Canadiens    | Clarkson University (NCAA)         |
| 11. Runde                      |                     |                    |                       |                                    |
| 167.                           | Daniel Poulin (D)   | Kanada             | Montréal Canadiens    | Chicoutimi Saguenéens (QMJHL)      |